# Pico da Serra Negra
O pico da Serra Negra ou Pedra Preta é uma elevação montanhosa da Serra da Mantiqueira no estado de Minas Gerais. Seu cume está a 2.572 metros de altitude, sendo a 6° montanha mais alta do Planalto do Itatiaia e 22° mais alta do Brasil, segundo dados do IBGE.

Do seu cume, é possível avistar:
- Na direção norte o Pico do Papagaio;
- No quadrante sudoeste a Serra Fina e a Pedra Furada;
- A leste Visconde de Mauá;
- Ao sul os picos do Parque Nacional do Itatiaia, como Agulhas Negras, Couto, Altar e Sino e os vales do Rio Aiuruoca e Rio Preto.

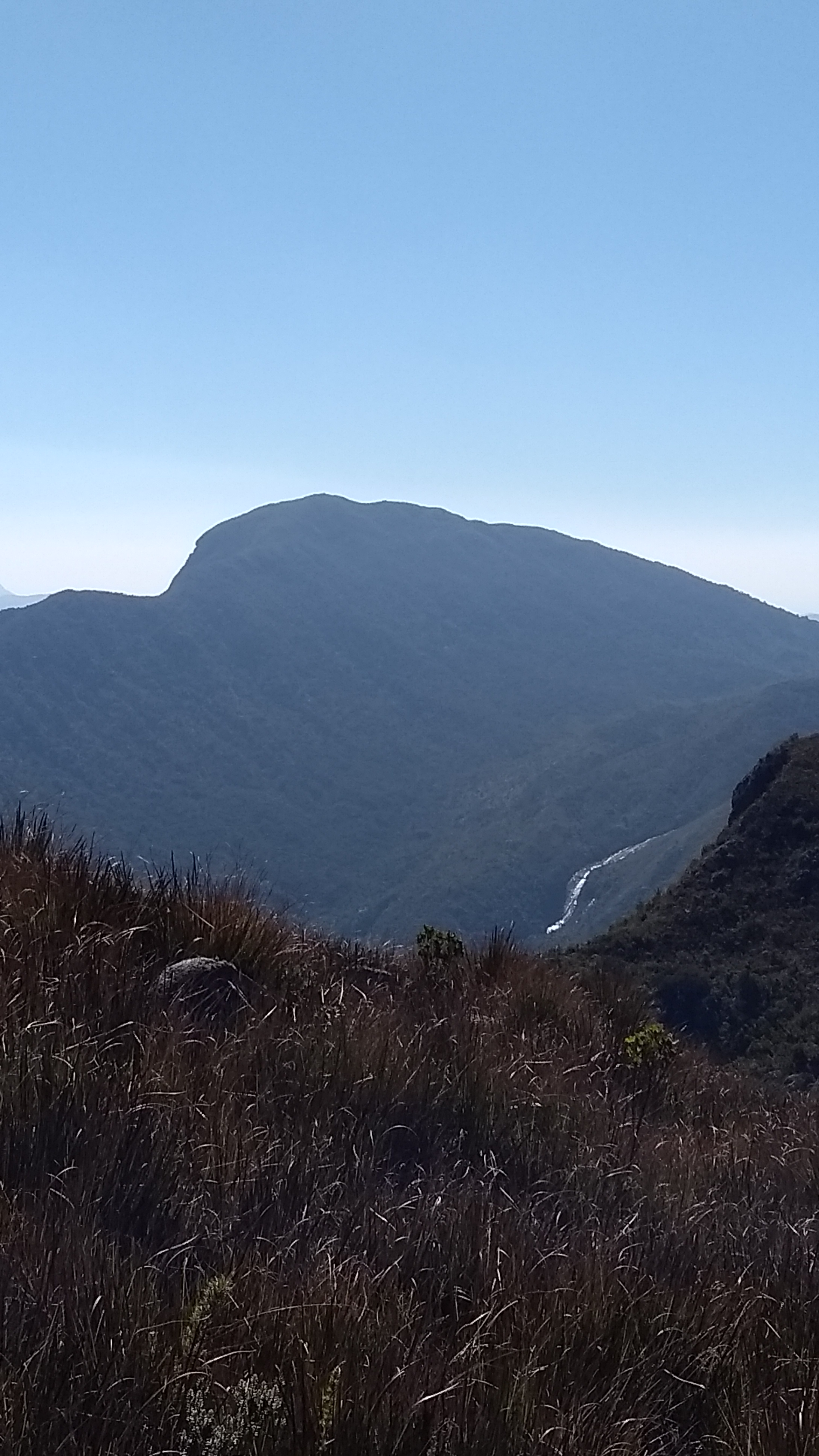
Cume da Serra Negra e Rio Aiuruoca

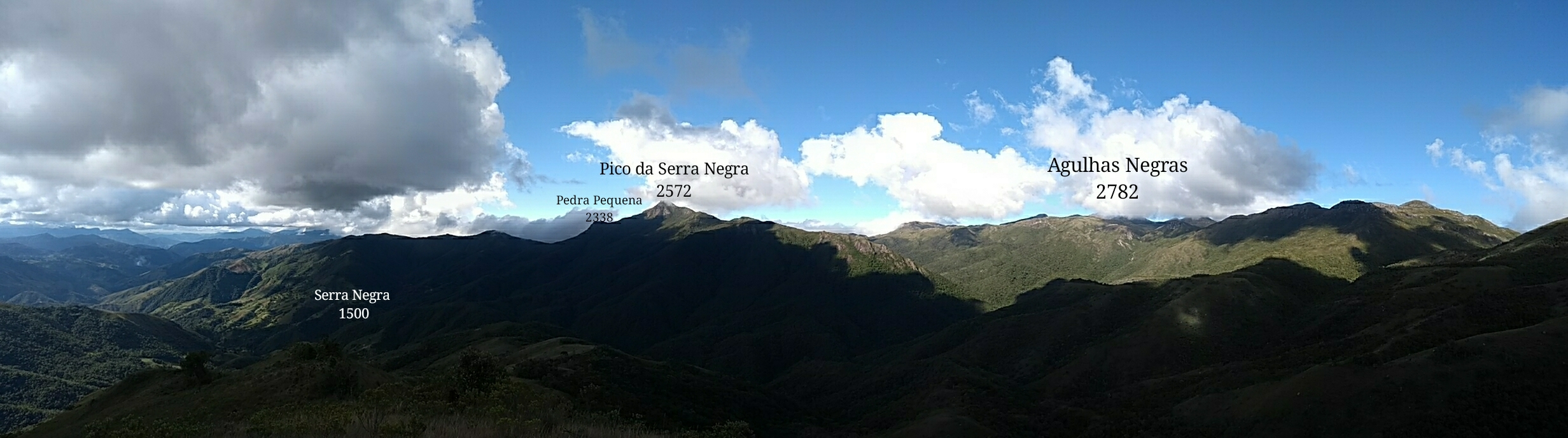
Pico Serra Negra